# Ablass (Familienname)
Ablass bzw. Ablaß ist ein deutscher Familienname.

## Herkunft und Bedeutung
Ablass ist ein Wohnstättenname für Personen, die an einem Fluss oder Bach mit einem Ablass (=Schleuse) wohnen.

## Varianten
Ablas, Ablasser

## Namensträger
- Bruno Ablaß (1866–1942), deutscher Politiker (Fortschritt, DDP)
- Friedrich Ablass (1895–1949), deutscher Politiker (DDP, FDP) und Widerstandskämpfer
- Werner Ablass (Autor) (1949–2018), deutscher Buchautor
- Werner E. Ablaß (* 1946), deutscher Politiker, Staatssekretär im DDR-Verteidigungsministerium